# 柏原正之
柏原 正之（かしはら まさゆき、1942年（昭和17年）3月17日 - 2018年6月25日）は、日本の政治家。元兵庫県加西市長（1期）。元兵庫県議会議員（自由民主党、2期）。

## 経歴
兵庫県出身。神奈川歯科大学卒。加西市で歯科医院を開業する。1995年兵庫県議会議員選挙に立候補し、初当選。2期務める。
2001年加西市長選挙に立候補し、当選する。市長を1期務めた。
2005年加西市長選挙で再選を目指したが、松下政経塾出身で長野県知事選挙と大阪市長選挙に立候補した（いずれも落選）中川暢三に敗れた。当時は「泡沫候補が現職に勝った」と話題になった。
2007年4月、市長の中川の市職員の採用に関する疑惑が報道されたため、加西市議会は百条委員会を開き、市議会は市長の不信任案を決議し、可決された。中川はこれに対抗し議会を解散したが、解散後の市議選では反市長派が多数再選され、中川に対する二度目の不信任が可決されたため、中川は市長を失職した。6月の出直し市長選に柏原は立候補したが、反市長派が候補者を複数擁立したことも相まって、中川が再選を果たした。